# Seul
«Seul» — дебютний студійний альбом канадського співака Гару. Реліз відбувся 13 листопада 2000 року.

## Список композицій
1. "Gitan" (Люк Пламондон, Romano Musumarra) — 4:05
2. "Que l'amour est violent" (Люк Пламондон, Aldo Nova, Rick Virag) — 5:41
3. "Demande au soleil" (Люк Пламондон, Romano Musumarra) — 5:34
4. "Seul" (Люк Пламондон, Romano Musumarra) — 4:41
5. "Sous le vent" (дует із Селін Діон) (Jacques Veneruso) — 3:31
6. "Je n'attendais que vous" (Jacques Veneruso) — 5:18
7. "Criminel" (Люк Пламондон, Franck Langolff) — 3:45
8. "Le calme plat" (Élisabeth Anaïs, Franck Langolff) — 4:10
9. "Au plaisir de ton corps" (Люк Пламондон, Aldo Nova, Rick Virag) — 4:38
10. "La moitié du ciel" (Élisabeth Anaïs, Richard Cocciante) — 4:11
11. "Lis dans mes yeux" (Erick Benzi) — 4:04
12. "Jusqu'à me perdre" (Bryan Adams, Elliot Kennedy, Люк Пламондон) — 4:27
13. "Gambler" (Marc Drouin, Christophe Rose) — 4:37
14. "L'adieu" (Didier Barbelivien) — 4:01

## Чарти
Тижневі чарти
| Чарт (2000-2002)                           | Позиція |
| ------------------------------------------ | ------- |
| Бельгія (Валлонія) (Ultratop)              | 1       |
| Канада (Canadian Albums Chart) (Billboard) | 2       |
| Франція (SNEP)                             | 1       |
| Польща (ZPAV)                              | 1       |
| Швейцарія (Schweizer Hitparade)            | 9       |

## Сертифікація та продажі
| Країна                | Сертифікат (таблиця продажів та сертифікатів) | Продажі    |
| --------------------- | --------------------------------------------- | ---------- |
| Бельгія (BEA)         | 2 x Платина                                   | +60,000    |
| Канада (Music Canada) | 2 x Платина                                   | +300,000   |
| Європейський Союз     | 2 x Платина                                   | +2,000,000 |
| Франція (SNEP)        | Діамант                                       | +1,553,000 |
| Польща (ZPAV)         | Платина                                       | +100,000   |
| Швейцарія (IFPI)      | 2 x Платина                                   | +60,000    |